# Крестовые походы на Смирну
Крестовые походы на Смирну (итал. Crociate di Smirne; тур. İzmir Haçlı Seferi) — два крестовых похода, состоявшиеся в 1343—1351 годах и направленные против пиратской деятельности Умура, правителя эмирата Айдын. Они были организованы Климентом VI, их главной целью был прибрежный портовый город Смирна в Малой Азии, служивший для Умура базой.
Угроза турецкого пиратства вынуждала предшественников Климента, Иоанна XXII и Бенедикта XII, содержать в Эгейском море флот из четырёх галер, но начиная с 1340-х годов Климент стремился организовать полномасштабную военную экспедицию. Папа поручил Генриху Асти, католическому патриарху Константинополя, создание лиги, в которую снова вошли Гуго IV (король Кипра) и госпитальеры с Родоса, а 2 ноября 1342 года Папа послал письма в Венецию для привлечения её в лигу. Папская булла, объявлявшая Крестовый поход (Insurgentibus contra fidem), была опубликована 30 сентября.
Первый крестовый поход на Смирну начался с морской победы и 28 октября 1344 года завершился успешным нападением на Смирну, с захватом гавани и приморской цитадели. 17 января 1345 года Генрих Асти решил провести мессу в заброшенном сооружении, которое по его мнению было древним собором Смирны. В середине службы Умур напал на молящихся. В ходе последовавшей бойни лидеры крестового похода были убиты.
Ненадёжное положение крестоносцев в Смирне побудило Папу организовать в 1345 году вторую экспедицию. В ноябре под командованием Умберта II Вьеннского из Венеции отправился Второй крестовый поход на Смирну. В феврале 1346 года крестоносцы одержали победу над турками в Митилини, Умберт восстановил удерживаемую христианами нижнюю часть Смирны. Следующие пять лет Климент VI был занят попытками договориться о перемирии с турками, которые держали Смирну в постоянной осаде с суши.
Смирна оставалась в руках христиан до 1402 года.

## Первый поход (1344—1345)

### Подготовка
Первый крестовый поход на Смирну был инициирован Климентом VI. Папу беспокоили приморские анатолийские эмираты, промышлявшие пиратством и нападениями на христианские суда. В 1330—1340-х годах основная угроза исходила от правителя Айдыногуллары Умура, базировавшегося в захваченной им в 1329 году Смирне. Климент попытался организовать против Умура полномасштабную военную экспедицию. В начале своего понтификата в мае 1342 года новоизбранный папа написал по этому поводу дожу Венеции Андреа Дандоло. 10 июня венецианцы дали ответ папе. Согласно их информации, Умур Айдыноглу имел флот из 200 или 300 судов, включая множество крупных галер. По мнению венецианского Сената, для борьбы с эмиром Айдына было бы достаточно 30 вооружённых галер и 60 транспортных судов для 1200 всадников с лошадьми, 6000 солдат и 7200 гребцов.
2 ноября 1342 года латинский патриарх Константинополя Генрих Асти привёз в Венецию письмо папы, содержащее предложение присоединиться к лиге, в которую на тот момент папе удалось привлечь христиан из островных государств, больше всех подвергавших опасности: Гуго IV, короля Кипра, и госпитальеров с Родоса. 11 января 1343 года венецианский сенат принял предложение папы, поскольку пиратская деятельность Умура напрямую затрагивала венецианские интересы в восточном Средиземноморье. Экономические причины походов на Смирну называли и современные событиям хронисты. Два итальянских источника указывали в качестве основной причины похода опасения по поводу торговли. Анонимный римский летописец сообщил, что Умур начал взимать налоги с венецианских купцов. Итальянский хронист из Римини Марко Баттальи (ум. 1376 или 1378) предполагал, что крестовый поход вёлся «из-за соглашения о зерне, которое существовало между венецианцами и турками, и из-за грабежей турок, которые они осуществляли тиранически». Действительно, айдыниды не соблюдали торговое соглашение с Венецией, повышали таможенные пошлины и сократили экспорт зерна.
Венецианцы обязались снарядить четверть от общего количества галер (6 из 25). Сенат предложил, чтобы эта флотилия служила либо в летние месяцы в течение трёх лет, либо же один полный год. В июле 1343 года началась разработка планов кампании. К походу присоединилась также Генуэзская республика. Климент VI обратился и к другим правителям с надеждой, что они так или иначе поучаствуют в походе или его подготовке: 8 августа 1343 года им были отправлены письма королеве Неаполя Джованне, князю Ахайи Роберту и их различным родственникам. 16 сентября 1343 года папа обратился с просьбой предоставить галеры к герцогу Архипелага Джованни Санудо, владетелю Тиноса, Миконоса и части Негропонте Джорджино Гина, регентше двух третей Негропонте леди Бальзане далле Карчери.
31 августа 1343 года Климент официально назначил Генриха Асти своим легатом и главой военно-морской лиги. 30 сентября 1343 года была опубликована папская булла Insurgentibus contra fidem, предоставлявшая папское благословение крестовому походу и санкционирующая его проповедь по всей Европе. Участникам и спонсорам похода папа предоставлял такие же индульгенции, как и крестоносцам, освобождавшим Святую Землю. Общее количество галер было немного меньше, чем предполагалось изначально: всего было снаряжено не 25, а 20 галер для флота лиги. Четыре из них были предоставлены папой, шесть — Венецией (один из венецианских галер была полностью снаряжена наследниками Николо Санудо), шесть галер дали госпитальеры и четыре — Кипр. Мартино Дзаккариа, освобождённый в 1337 году из плена в Константинополе, был назначен капитаном папских галер, Петро Дзено командовал венецианскими судами, а капитан Конрад Пиккамильо — кипрскими.

### Начало похода. Победы латинян

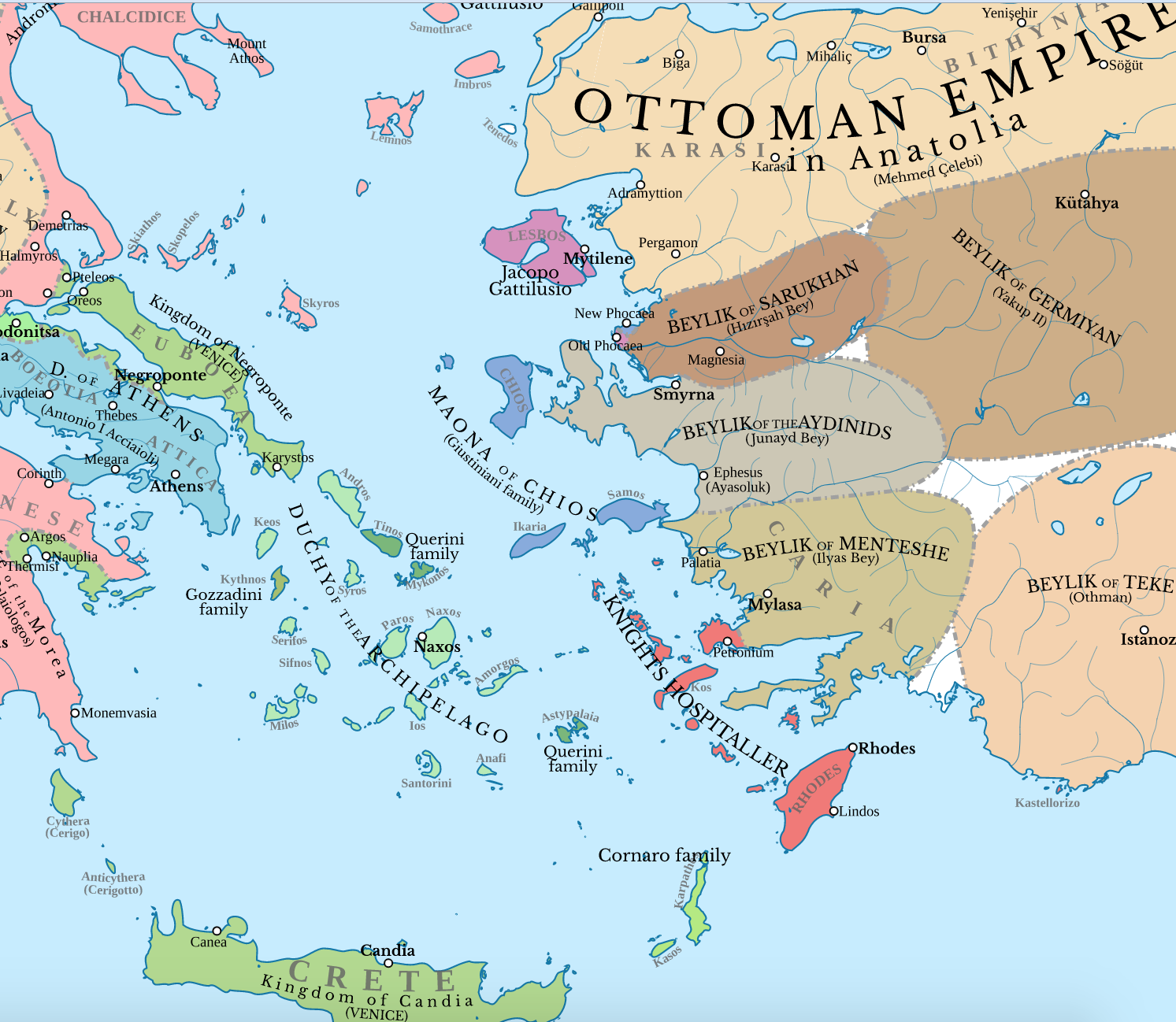
Балканы и Малая Азия в эпоху Крестовых походов на Смирну

Весной 1344 года после 3 лет и 11 месяцев подготовки флот лиги вышел в поход. В начале кампании (в мае) крестоносцы одержали заметную победу в гавани Паллини на западном части полуострова Халкидики, уничтожив более 50 судов Умура. По словам Иоанна Кантакузина, латинский флот из 24 кораблей атаковал 60 судов Умура в гавани и захватил их. Войска Умура спаслись, высадившись на землю, а латиняне разобрали их корабли и сожгли их. Этот бой описывается и падуанцем Гульельмо Кортузи (1285—1361), который датирует его 13 мая 1344 года. По словам автора, христианский флот «сжёг и затопил пятьдесят два турецких судна» . Ещё одно, но малоправдоподобное, описание боя содержится в хронике швейцарского хрониста Иоганна Винтертурского, который называет потери — 300 христиан и 18 000 погибших с турецкой стороны. Завершился поход успешным нападением на Смирну: крестоносцы смогли захватить гавань и цитадель порта 28 октября 1344 года.
Византийский историк Никифор Григора и османский поэт и историк Энвери писали, что нападение латинян на Смирну было полной неожиданностью для Умура. Иоанн Кантакузин из Дидимотики сообщил ему в письме об опасности, но письмо пришло, когда галеры лиги уже вошли в бухту Смирны. В этот момент братья Умура были в отъезде со своими войсками, а сам Умур не располагал достаточными силами, чтобы отразить нападение, и латиняне смогли выбить турок из прибрежной крепости. Затем крестоносцы успели закрепиться в крепости до прибытия братьев Умура с подкреплением. По словам Григоры, крестоносцы не смогли развить успех, поскольку «франки» полагали, что могут использовать турок с Эгейского анатолийского побережья, но этого не произошло. Иоанн Кантакузин, со своей стороны, утверждал, что крестоносцы не смогли развить свой успех и продвинуться дальше, поскольку после того, как латиняне захватили гавань и крепость, Умур сопротивлялся им, насколько мог.
В итоге, несмотря на то, что христианам удалось захватить гавань Смирны и нижнюю крепость, верхний город и Кадифекале (Акрополь) остались в руках Умура. Земля, расположенная между двумя замками города, лежала в руинах, так что между тюрками на горе и латинянами внизу был «лабиринт брошенных домов». Крестоносцы жили в атмосфере почти ежедневной угрозы. Такое положение сохранялось всё время пребывания латинян в городе. Как описал ситуацию итальянский летописец: «Христиане держали одно небольшое место, которое называется Смирна, на берегу моря». Климент так же охарактеризовал сложившееся положение в письме Умберту II (дофину Вьеннскому) — по словам понтифика Генрих Асти и христиане прочно закрепились в нижнем замке и гавани Смирны; турки не нападают на них, а христиане не могут взять Акрополь.
Вполне вероятно, что крестоносцы обеспечили безопасность гавани и кораблей, окружив эту область новыми укреплениями, поскольку Анонимная римская хроника сообщает, что венецианцы построили большую стену перед широким рвом, ведущим к морю. Автор хроники также написал о захвате в плен Мустафы, одного из капитанов Умура, который напал на венецианские галеры. Обладание гаванью было важно для латинян и не менее важно для Умура. Власть и богатство Айдыногуллары были в значительной степени обусловлены способностью его правителя осуществлять рейды в Эгейское море. Умур жил в основном благодаря дани и пиратской добыче. Ограничение его доступа к морю сказывалось на процветании его эмирата.

### Конец похода. Смерть его лидеров
Согласно «Дустурнаме», поэме Энвери, армия Умура обстреливала крестоносцев, используя требушеты, некоторые из которых были построены ремесленниками из эмирата Эретны и из Африки. Эти машины уничтожили некоторые из судов крестоносцев и убили многих людей. Многочисленность армии Умура подтверждается одним западным описанием, согласно которому к Умуру стекались многие мусульмане из других эмиратов Малой Азии. В ответ на продолжающуюся бомбардировку христиане начали встречные атаки против сил Умура. Одну успешную вылазку латинян, уничтоживших осадные орудия, описал Энвери.

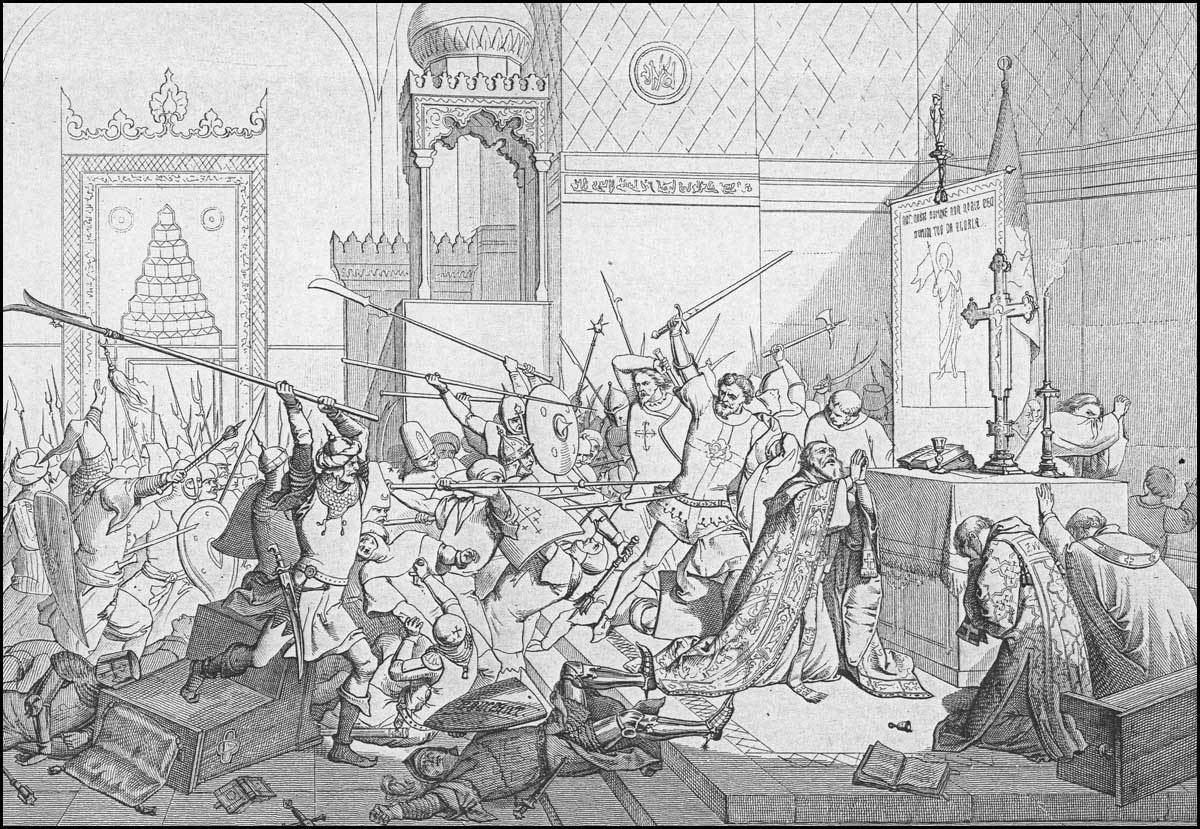
Смерть патриарха Генриха Константинопольского и Пьетро Дзено.Джузеппе Гаттери, 1860

По одной из версий, именно во время подобной вылазки 17 января 1345 года армия крестоносцев понесла катастрофическое поражение, когда лидеры крестового похода (Генрих Асти, Мартино Дзаккариа и Пьетро Дзено) были убиты людьми Умура. Смерть лидеров упоминается в многочисленных латинских, турецких и греческих источниках, в хрониках и письмах.
По другой версии, 17 января 1345 года Генрих Асти решил провести мессу в разрушенном здании, которое, по его мнению, было собором, несмотря на предупреждение Дзено и Дзаккариа. Заброшенная церковь Святого Иоанна, место служения древних епископов Смирны, стояла между гаванью и акрополем. Дзаккариа и другие лидеры похода возражали против массового выхода за стены города, однако Генрих Асти как представитель папы и лидер похода настоял на своём. По версии большинства источников, Умур неожиданно появился со своей армией, когда крестоносцы были отвлечены службой и молитвами. В сопровождении всех своих братьев (Хызыра, Сулеймана, Ибрагима и Исы) он ворвался в собор. Большая часть латинян, увидев турок, отступила к крепости в гавани. В последовавшей резне лидеры крестового похода Генрих Асти, Мартино Дзаккариа и Пьетро Дзено были убиты.
По третьей версии, пересказанной анонимным римским летописцем якобы со слов свидетеля, после проповеди Генрих Асти, одетый в богатые и одеяния и в сопровождении других лидеров крестоносцев, совершил вылазку в сторону турок. Из-за его неосмотрительности все лидеры были убиты.
Голову Мартино Дзаккариа отрубили и принесли Умуру. Сами турки, по словам пизанского торговца Пиньоля Зуккелло, также понесли большие потери: Умур и его брат Хызыр были ранены, а их брат Ибрагим Бахадур был убит.

## Второй поход (1345—1348)

### Подготовка

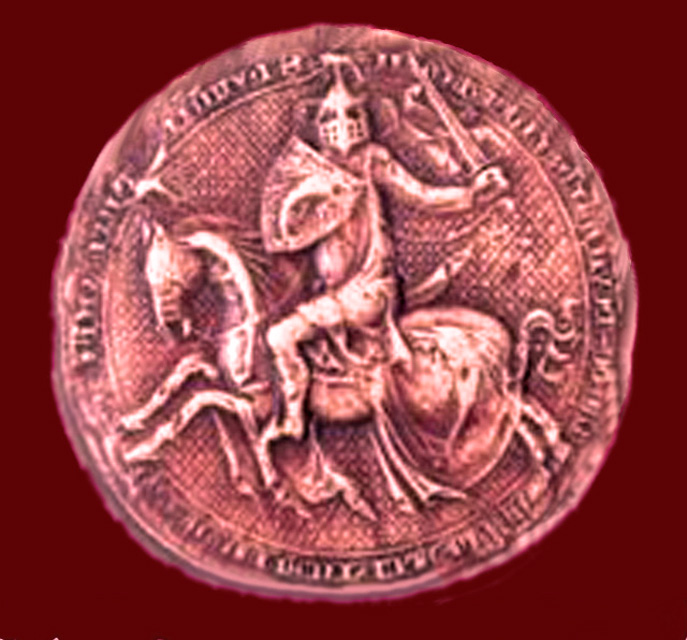
Печать Умберта

После смерти 17 января 1345 года лидеров крестового похода войска Айдынидов постоянно нападали на прибрежную крепость Смирны, пытаясь выбить из неё крестоносцев. Это побудило папу приступить к организации ещё одной экспедиции против Умура. Согласно Джованни Виллани, когда тяжёлое положение крестоносцев стало известно на Западе, 400 мужчин из Флоренции, около 350 из Сиены и многие другие из Тосканы и Ломбардии отправились на восток через Венецию «за счёт Церкви и папы». В середине января 1345 года Климент VI написал Умберту, дофину Вьеннскому, и предложил взять крест для помощи крестоносцам в Смирне. Умберт послал в Авиньон к папе своего посла Гийома де Руана со встречным предложением. Дофин обещал снарядить армию из 300 человек и 1000 лучников и содержать за свой счёт пять галер, если папа сделает его командующим походом. При быстром ответе папы дофин обещал отплыть 24 июня. Однако папа не горел желанием доверять командование Умберту. Переговоры затянулись, и в конце апреля 1345 года Умберт лично отправился в Авиньон. Со 2 по 8 мая Умберт каждый день обедал с Климентом VI в обществе кардиналов и посланников, и в итоге соглашение было достигнуто. По этому поводу с 23 по 29 мая «был большой праздник, так как дофин взял крест» (лат. fuit magnum festum, quia dalphinus recepit crucem). Приняв крест 26 мая, Умберт получил из рук папы шёлковое знамя крестового похода. Отплыть он должен был до 2 августа, а папа до этого времени должен был оповестить своих капитанов за границей о назначении командующего.
Умберт начал готовиться к своей экспедиции: он нанял трёх шкиперов на срок от четырёх месяцев и четыре судна в Марселе. Три галеры были новыми, четвёртая — в хорошем состоянии, каждое из судов должно было быть полностью вооружено и готово перевезти 200 человек. Галеры должны были быть готовы отплыть в последнюю неделю июля. Стоимость каждого судна составила 650 флоринов в месяц, и первые два месяца были заранее оплачены дофином по договору, засвидетельствованному в францисканском монастыре. Кроме того, Умберт поклялся все время, пока действует союз против турок, или же по крайней мере три года содержать свиту из 100 рыцарей и оруженосцев. Для оплаты своих расходов Умберт наложил ежегодный сбор в размере почти 50 000 флоринов на замки Дофинэ. Каждый рыцарь провинции, имевший трёх лошадей, должен был заплатить 12 флоринов в месяц, а имевший двух лошадей платил семь, 200 рыцарей Умберт был готов зачислить к себе на службу. Примерно за две недели до отправления из десятины, собранной для крестового похода, Умберт получил 5000 флоринов, а его жена Мари 1000. За день до запланированного отплытия, 1 августа 1345 года, Умберт представил папе тридцать четыре ходатайства относительно своих привилегий.
Хотя в мае и июне 1345 года венецианский сенат неоднократно обсуждал необходимость немедленной помощи госпитальерам в Смирне, венецианцы хотели минимизировать урон своей торговле на островах. Умберт сообщил Джустиниано Джустиниани, венецианскому послу при папском дворе, о своих планах отправиться на восток через Венецию; уведомив об этом сенат, Джустиниани получил 5 июля ответ, что ситуация на Востоке требует ускорения подготовки и начала похода. 18 июля папа отправил к правителям северных итальянских общин письма, прося их оказывать содействие Умберту. 3 сентября вьеннский дофин отплыл из Марселя и 24 октября прибыл в Венецию.
Согласно Анонимной римской хронике, незадолго до прибытия Умберта в Смирну венецианцы отправили посольство в Айдын, чтобы добиться перемирия и попытаться получить Смирну мирным путём. Умур, выслушав предложение послов, якобы заявил, что не боится христиан, пока существуют гвельфы и гибеллины. По мнению историка М. Карра, эта история малодостоверна. Тем не менее, примерно в это время венецианцы охладели к идее крестового похода и не проявляли большой в нём заинтересованности.

### Начало похода
Флот крестового похода отплыл в направлении Смирны из Венеции только в ноябре 1345 года (12 ноября или около того) и достиг синьории Негропонте к Рождеству того же года. Там к нему присоединились шесть галер лиги: четыре папские, одна — госпитальеров и одна из Венеции. В Негропонте Умберт оставался следующие шесть месяцев прежде чем отправился в Смирну. Всё это время в переписке он обсуждал с папой свои будущие шаги. 18 декабря Климент писал Умберту, что тот должен помогать генуэзским галерам, защищающим колонию Кафы в Крыму, осаждённую с 1343 года татарами, но только если сможет это сделать, не поставив под угрозу положение рыцарей в Смирне. После того, как этот план действий был отклонён, был обсуждён второй план: использование острова Хиос в качестве базы операций. Для этого Климент начал переговоры с византийским императором, однако любые надежды на использование Хиоса пропали, когда генуэзский командующий Симоно Виньозо появился у Негропонте и захватил Хиос прежде, чем флот Умберта мог прибыть на остров. Это событие датируется 8 июня или маем 1346 года. После этого Климент даже согласился приостановить отлучение, наложенное на каталонскую компанию в течение трёх лет, надеясь на использование каталонцев в Смирне. В дополнение папа сообщил в письме, что он будет призывать Венецию и Кипр продолжать поддерживать флот лиги.
Анонимный летописец Пистойи рассказывает о одной битве Умберта с турками, состоявшейся якобы в феврале после его прибытия в Негропонте. В этом описании Умберт на пути из Венеции расположился лагерем на Лесбосе, где провёл пятнадцать дней, а затем столкнулся с силами турок в количестве 1500 человек и 26 судов. По словам летописца, Умберт с армией в 2300 пехотинцев и 70 кавалеристов победил турок и сжёг их корабли. В рассказе дофин позже казнил 150 турецких заключённых, включая «барона» по имени Мухаммад, после того как они отказались отречься от своей веры. Однако эта битва вряд ли состоялась, поскольку не упоминается в переписке между Умбертом и папой. Согласно переписке первой половины 1346 года, Умберт не предпринимал активных действий во время своего пребывания на Негропонте.

### Крестоносцы в Смирне
В целом поход достиг своих целей. В начале февраля 1346 года Умберт одержал победу над флотом Умура в Митилене (Лесбос). В июне 1346 года крестоносцы прибыли в Смирну. Источники о действиях Умберта в Смирне скудны, и только римский летописец дал некоторые детали. По его словам, Умберт прибыл не более чем с 30 рыцарями: он восстановил укрепления в портовой зоне и начал вылазки против турок, взяв много пленных. Согласно «Дустурнаме» и анонимной римской хронике, примерно через месяц после прибытия Умберта в Смирну произошла битва между войсками дофина и войсками Умура и Хызыра. В этой битве погибли некоторые франкские рыцари, возможно, бывшие родственниками Умберта, и после этой неудачи Умберт не покидал гавань, пока не отплыл из Смирны. Информация из других источников отчасти подтверджает отчёты римского летописца и Энвери. Есть упоминания об одной стычке, в которой Умберт победил турок, но потерял пять рыцарей. Кроме того, известно, что Умберт в последние месяцы лета страдал от болезни. После первоначальных успехов наступила жара, крестоносцы стали страдать от болезней и голода, многие погибли.

### Переговоры
Умберт вновь укреплял гавань с высокими стенами, башнями, воротами и канавами, и, видя, что больше ничего нельзя сделать, отошёл от Смирны к «своей стране». Покинул Смирну он примерно в сентябре 1346 года, но отплыл не в свою страну, как утверждал римский летописец, а на Родос, где провёл зиму 1346/47 годов. Оттуда он вёл с папой переписку о возможности заключения перемирия с Айдынидами. Письма достигли Авиньона в октябре или начале ноября, Климент ответил двумя письмами, датированными 28 ноября. В первом обсуждались вопросы финансов: Климент предупредил Умберта, что завербовать новых крестоносцев не удастся из-за идущих в Европе войн. Во втором письме Климент согласился с Умбертом, что «не только целесообразно, но и совершенно необходимо приступить к совершению и вступлению в перемирии […] лучшим, самым почётным и безопасным способом, насколько возможно», с турками Айдына. Умберт должен был обсудить этот вопрос с представителями венецианцев, киприотов и госпитальеров и действовать, как сочтёт нужным. Одним из условий, выдвинутых Климентом, было ограничение перемирия сроком в 10 лет. Папа мечтал, что за этот срок войны в Европе прекратятся и можно будет планировать новый крестовый поход. Климент также предупредил Умберта, что все переговоры должны вестись в тайне, «потому что мы не хотели раскрывать их многим или даже любому из посланников». В последующей переписке согласовывались детали желательных для христиан условий перемирия. И Умберт, и госпитальеры были готовы договориться с Умуром о мире при условии, что порт Смирны будет уничтожен, а крепость — разрушена. Они отослали Клименту VI проект перемирия с Умуром, однако это соглашение так и не было подтверждено папой.

### Последние операции Умура
Умур снова начал совершать пиратские рейды в Эгейском море, но в конце апреля или начале мая 1347 года у Имброса его флот опять был разбит крестоносцами. Это событие описано в папском письме от 24 июня и в записях критского правительства 21 июня. Христианская флотилия неожиданно появилась у Имброса перед флотом Умура из 118 судов, крестоносцы захватили турецкие корабли и преследовали турок, которые укрылись на острове. Латиняне окружили противников и, получив подкрепление «лошадей, оружия, пехотинцев, мужчин и другую соответствующую помощь» с Родоса, захватили оставшихся турок на острове. Несмотря на эту победу, поддержка крестоносцев и в Эгейском море, и в Смирне в течение следующих нескольких лет прекратилась. Одним из факторов, способствовавших этому, была вспышка «Чёрной смерти», одной из самых опасных и разрушительных пандемий в истории. В частности, сильно пострадал от Чёрной смерти Авиньон, где, по оценкам, до половины населения погибло за семимесячный период в 1348 году.
По-видимому, после 1347 года Умур больше не выходил в море. В начале 1348 года Иоанн Кантакузин готовил экспедицию против сербского короля Стефана Душана. По словам Григоры, Кантакузин «вызвал своего друга Умура из Азии [Малой] с турецкими войсками». Умур собрал большую конную и пешую армии для помощи Кантакузину, но перед отправлением на Балканы он хотел уничтожить прибрежную крепость Смирны, чтобы находившиеся в ней латиняне не разоряли его земли в его отсутствие. Преследуя рыцарей, бегущих в замок после вылазки, Умур слишком близко приблизился к укреплениям (или же поднялся на них), «поднял шлем и открыл лицо», чтобы оглядеться, и стрела попала ему в лоб. Кантакузин, как писал Григора, был расстроен как смертью друга, так и тем, что помощь не придёт. В итоге он был вынужден отменить запланированный поход в Сербию.

### Договор с Хызыром
17 августа папа Климент написал архиепископу Смирны и капитану города, чтобы подтвердить получение их письма, в которых они сообщали о смерти Умура. Папа был непреклонен в том, что любое предстоящее перемирие с Айдыном, теперь управляемом Хызыром из Эфеса, не должно включать сноса крепости. К счастью для крестоносцев, Хызыр был более склонен к компромиссам, чем Умур, и 18 августа 1348 года был заключён проект перемирия между эмирами и латинянами лиги. Хызыр подтвердил, что он отправит своих послов к папе для завершения договора и признаёт право папы  вносить в договор поправки, которые сочтёт нужным. Новый правитель Айдына поклялся принять любые изменения.
В итоге Хызыр согласился:
| - предоставить латинянам половину таможенных сборов в Эфесе и других городах Айдына; - хорошо относиться к христианам в Смирне; - разрешить христианским купцам свободно торговать в Айдыне; - поставить флот Айдына на прикол; - воздерживаться от нападений на христиан; - наказывать пиратов и корсаров из других эмиратов; - восстановить архиепископам Смирны и Эфеса их церкви и обеспечить им доходы и защиту. |

Эти уступки свидетельствуют, что Хызыр оказался в тяжёлом положении после смерти брата.
Посольство Хызыра в сопровождении Бартоломео из Томари и Оттавиано Дзаккарии достигло Авиньона в марте 1349 года, а обсуждение договора продолжалось до начала июля. Когда послы отправлялось обратно в Айдын, Климент дал им письмо для Хызыра, датированное 1 июля 1349 года, в котором сообщил эмиру, что до официального принятия перемирия папе необходимо будет проконсультироваться с венецианцами и киприотами, которые не были участниками переговоров, но бей должен был соблюдать проект договора до Рождества. Однако Айдыниды, заключив союз с Ментеше, не стали ждать, нарушили перемирие, и угроза латинянам в Смирне возникла снова. В августе 1350 года военно-морская лига была официально восстановлена, но вскоре началась война между Венецией и Генуей, что в совокупностью с Чёрной смертью привело к окончательному распаду антитурецкого союза. Папа Климент, главный организатор защиты Смирны, официально распустил лигу летом 1351 года и умер 6 декабря 1352 года.

## Итоги
Главным итогом крестовых походов на Смирну стал захват в первом походе нижнего (портового) замка города. Этим была достигнута основная цель походов — лишить Айдынидов морского порта. Уничтожение флота Умура и в дальнейшем его смерть хотя и не прекратили окончательно пиратские операции турок, но существенно снизили их опасность. Однако полностью угроза христианскому судоходству так и не была ликвидирована.